# Pedro Bigas Rigo
Pedro Bigas Rigo (Palma, 15 de maig de 1990) és un futbolista professional que juga com a defensa o com a migcampista per l'Elx CF.

## Carrera de club
Bigas va debutar com a sènior amb el CE Montuïri el 2009, a Tercera Divisió. El 9 de juliol de 2010, va signar pel CE Atlètic Balears de Segona Divisió B.
El 20 de juny de 2011, Bigas va ingressar al RCD Mallorca, i fou inicialment assignat al RCD Mallorca B també de Segona B. Va debutar amb el primer equip, i a La Liga l'1 d'octubre, com a titular en un empat 2–2 a fora contra el CA Osasuna com a lateral esquerre.
El 28 d'agost de 2012, Bigas va renovar amb els Vermellencs fins al 2015, i fou definitivament assignat al primer equip amb la samarreta número 17. El 22 d'octubre va marcar el seu primer gol com a professional, marcant el primer en una derrota per 2–3 contra el Sevilla FC; va jugar amb regularitat com a migcampista per l'esquerra durant la temporada 2012-13, en què l'equip va acabar descendint.
El 13 de juliol de 2015, Bigas va signar contracte per dos anys amb la UD Las Palmas, acabat d'ascendir a primera. El 31 de juliol de 2018, després de descendir, fou cedit a la SD Eibar de primera divisió.
El 7 de juliol de 2021, l'Elx CF va arribar a un acord amb l'Eibar pel traspàs de Bigas, qui va signar contracte per dos anys amb el club.